# Brobyværk
Brobyværk eller Sønder Broby er en by på Midtfyn med 1.081 indbyggere  (2024), beliggende 24 km sydvest for Odense, 3 km sydøst for Nørre Broby, 17 km nord for Faaborg og 16 km vest for Ringe. Byen hører til Faaborg-Midtfyn Kommune og ligger i Region Syddanmark.
Brobyværk hører til Sønder Broby Sogn. Sønder Broby Kirke ligger i byen. Den blev bygget i romansk stil ca. år 1200. Kirkens tårn og hvælvinger er fra den sene middelalder. Lige øst for byen ligger herregården Brobygård. H.C. Andersen var ofte på besøg på Brobygård, som også på det tidspunkt blev ejet af grevskabet Muckadell. Det fortælles også at sangeren Kim Larsen ofte besøgte Brobyværk Kro og gav et nummer på guitaren.
Odense Å løber gennem byen og almindeligvis kaldes den side af åen, hvor kirken ligger, for Sønder Broby. Den anden side, hvor kroen og skolen ligger, kaldes for Brobyværk.

## Faciliteter
Pontoppidanskolen har elever på 0.-9. klassetrin i to spor samt specialklasser og SFO. Den er en afdeling af Brobyskolerne, som også har afdelinger i Allested-Vejle.
Brobyværkhallen har indledt et samarbejde med Broby FritidsCenter, så hallernes forskellige faciliteter kan supplere hinanden og de kan have fælles centerleder.

## Historie
I 1648 blev våbenfabrikken Brobyværk anlagt under ledelse af rigsmarsk Anders Bille, der var ejer af Brobygård. Værket blev drevet af vandkraft fra Odense Å. Det forsynede en tid hæren med våben, men blev ødelagt under Svenskekrigen 1658. Værket blev ikke retableret, fordi Kronborg Geværfabrik blev oprettet i stedet.
Knud Eriksen Broby, stamfader til slægten Pontoppidan, hvis navn er en oversættelse til latin af Brobybeboer, var vistnok forvalter på værket.

### Brobyværk Kro
Brobyværk Kros historie går tilbage til år 1645. Kroen blev kongelig privilegeret landevejskro i 1732. Broen over åen var et trafikknudepunkt, hvor landevejene Faaborg-Odense og Assens-Nyborg krydsede hinanden. I slutningen af 1800-tallet var der to årlige markeder her – med heste og kvæg i marts og med kvæg og får i oktober. Brobyværk var desuden indtil 1902 valgsted for Svendborg Amts 5. Folketingskreds. Det betød, at kredsens vælgere måtte møde her på valgstedet for personligt at afgive deres stemme. Det fortælles at sangeren Kim Larsen i 1970'erne ofte var en kær gæst på Brobyværk Kro

### Jernbanen
Brobyværk fik jernbanestation på Odense-Nørre Broby-Faaborg Jernbane (1906-54). Foruden kroen og markedspladsen havde Brobyværk ved banens start andelsmejeri, garveri, postekspedition og telefoncentral. Senere i banens tid fik byen også missionshus og forsamlingshus.
Brobyværk Station er tegnet af arkitekten Emanuel Monberg. Stationsbygningen er bevaret på Kastanievej 8.

### Midtfyns Bryghus
Midtfyns Bryghus startede i en nedlagt slagterbutik i Brobyværk i 2004, men flyttede i 2013 til Årslev.